# 近日點和遠日點

1. 在遠日點的行星（7月）。2. 在近日點的行星（1月）。3. 太陽。圖示未依照比例。

各個星體繞太陽公轉的軌道大致是一個橢圓，它的長直徑和短直徑相差不大，可近似為正圓。太陽就在這個橢圓的一個焦點上，而焦點是不在橢圓中心的，因此星體離太陽的距離，就有時會近一點，有時會遠一點。離太陽最近的時候，這一點位置叫做近日點。離太陽最遠的時候，這一點位置叫做遠日點。
近日點（perihelion）這個字來自希臘字的peri和helios，意思分別是靠近和太陽。遠日點（Aphelion）則源自前置詞apo，意思就是遠離（away、off、apart）（相似的字還有近地點（perigee）和遠地點（apogee）分別是在軌道上離地球最近和最遠的點。）。
在太陽系內所有的行星、彗星和小行星的軌道都是橢圓的（一種非圓形的）（任何只繞行太陽公轉的天體，軌道都是接近橢圓的，這種現象被稱為近日點進動，以阻止軌道成為簡單的封閉曲線，像是橢圓）。因此，它們都會有離太陽最近和最遠的點：近日點和遠日點，合稱為拱點，以軌道離心率測量軌道的扁平度（與理想的圓的差異。）。
近日點是行星、小行星、彗星或任何環繞太陽的天體，在軌道上最接近太陽的點。它與天體在軌道上距離太陽最遠的遠日點相對。
地球大約在每年的1月3日最接近太陽，而在7月4日左右離太陽最遠。不同年份最接近和最遠離的日期參見拱點。
地球在1月最靠近太陽和7月離太陽最遠時的距離相差大約500萬公里（310萬英里）。地球在1月初的近日點時，與太陽的距離大約是1億4710萬公里（9,140萬英里）；相對的，在7月初的遠日點，與太陽的距離大約是1億5210萬公里（9,450萬英里）。因為遠日點時距離的增加，在給定的面積上所獲得的太陽輻射能量只有近日點的93.55%。當七月冬天降臨南半球時，地球位在遠日點，由於距離的增加降低了太陽輻射，加上白天也比較短，因此，在一般情況下，南半球的冬天所獲得的太陽輻射熱，比六個月後在近日點1月的北半球冬季獲得的熱量要少。
當地球靠近太陽時，在北半球是冬天，而在南半球是夏天，因此地球與太陽的距離並不會影響到季節的改變。相反的，地球的季節變化是因為地球的自轉軸的轉軸傾角約是23.44度，沒有垂直於公轉軌道黃道面的平面。這使得地球在12月和1月離太陽較近時，北半球是冬季而南半球是夏季。因此冬天落在陽光不是直接照射的北半球，而夏季的陽光幾乎是直接照射在南半球，而與地球和太陽的距離無關。

## 近日点
近日點是指行星、彗星等天體在軌道上離太陽最近的點。天體軌道只能有一個近日点。
地球上近日點時間：一月初地球離太陽最近，為1.471億千米，這一點叫做近日點。在近日點地球公轉速度較快。此時，北半球為冬季，南半球為夏季。

## 遠日點
遠日點是指行星、彗星等天體在軌道上離太陽最遠的點。遠日點最多有一個。
当天体轨道为椭圆时，该天体仅有一个远日点。当天体轨道为双曲线或抛物线时，没有远日点。
地球上远日点时间：七月初地球离太阳最远，为1.52亿千米，在远日点地球公转速度较慢。此时，北半球为夏季，南半球为冬季。

## 近点进动
由于其他大行星（主要是木星）的摄动影响，地球公转轨道的近日点也有进动现象，周期约为21000年，每年约1.03'，也就是说每58年地球推迟一天到达近日点，比如公元1250年地球到达近日点的时间在冬至附近，而现在目前则是每年1月3日或4日到达近日点。从长期来看，地球近日点的进动虽然微小，但也是造成地球气候冷暖变化的重要因素之一。南斯拉夫天文学家米兰科维奇(Milankovich)于1930年提出地质时期气候变化与地轴倾斜度的变化、地球轨道偏心率的变化和近日点的位置变化有关。

## 外部連結
- Apogee – Perigee （页面存档备份，存于） Photographic Size Comparison, perseus.gr
- Aphelion – Perihelion （页面存档备份，存于） Photographic Size Comparison, perseus.gr
- Earth's Seasons: Equinoxes, Solstices, Perihelion, and Aphelion, 2000–2020 （页面存档备份，存于）, usno.navy.mil
- Dates and times of Earth's perihelion and aphelion, 2000–2025 （页面存档备份，存于） from the United States Naval Observatory
- List of asteroids currently closer to the Sun than Mercury （页面存档备份，存于） (These objects will be close to perihelion)
- JPL SBDB list of Main-Belt Asteroids (H<8) sorted by perihelion date （页面存档备份，存于）